# پیتر وک
پیتر وَک (انگلیسی: Peter Vack؛ زادهٔ ۱۹ سپتامبر ۱۹۸۶) بازیگر، صداپیشه، نویسنده و کارگردان اهل کشور ایالات متحده آمریکا است. وی از خانواده‌ای یهودی و در شهر نیویورک زاده شد. بیشتر شهرتش به خاطر صداپیشگی در بازی ویدئویی بولی است. او از سال ۱۹۹۶ میلادی تاکنون مشغول فعالیت بوده‌است. از فیلم‌های او می‌توان به گپ خصوصی اشاره کرد.
او در فیلم های بعد از همه‌چیز و یک شخص عالی بازی کرده‌است.